# Barbara Anderson
Barbara Anderson (Hastings, Nueva Zelanda, 14 de abril de 1926 - Nueva Zelanda, 24 de marzo de 2013) fue una escritora neozelandesa internacionalmente reconocida, a pesar de haber comenzado su carrera literaria con más de cincuenta años. 
Estudió en la Universidad de Otago donde se licenció en Ciencias en 1947. Tras trabajar como tecnóloga médica, se licenció en Artes, por la Universidad Victoria en Wellington en 1984. 

## Obra
- I Think We Should Go Into the Jungle : Short Stories. Wellington : Victoria University Press, 1989; London: Secker & Warburg, 1993.
- Girls' High. Wellington : Victoria University Press, 1990, 1999; London: Secker & Warburg, 1991.
- Portrait of the Artist's Wife. Wellington : Victoria University Press, 1992; London: Secker & Warburg, 1992; New York: Norton, 1993; London: Minerva, 1993.
- All the Nice Girls. Wellington : Victoria University Press, 1993, 1999; London: Cape, 1994; London: Vintage, 1995.
- The House Guest. Wellington : Victoria University Press, 1995; London: Cape, 1995; London: Vintage, 1997.
- Proud Garments. Wellington : Victoria University Press, 1996.
- The Peacocks : and Other Stories. Wellington : Victoria University Press, 1997.
- Glorious things, and other stories. London: Cape, 1999.
- Long Hot Summer. Wellington: Victoria University Press, 1999; London: Cape, 2000.
- The Swing Around. Wellington: Victoria University Press, 2001.